# Josef Steinmayer
Josef Steinmayer (27 de enero de 1947) es un deportista suizo que compitió en vela en la clase Star. Ganó una medalla de oro en el Campeonato Europeo de Star de 1977.

## Palmarés internacional
| Campeonato Europeo | Campeonato Europeo      | Campeonato Europeo | Campeonato Europeo |
| Año                | Lugar                   | Medalla            | Clase              |
| ------------------ | ----------------------- | ------------------ | ------------------ |
| 1977               | Riva del Garda (Italia) | Medalla de oro     | Star               |